# Rävemåla
Rävemåla is een plaats in de gemeente Tingsryd in het landschap Småland en de provincie Kronobergs län in Zweden. De plaats heeft 323 inwoners (2005) en een oppervlakte van 62 hectare.

## Verkeer en vervoer
Bij de plaats lopen de Länsväg 120 en Länsväg 122.